# 坂田將吾
坂田將吾（日语：／ Sakata Shōgo，1998年1月23日— ），日本男性配音員，出生於熊本縣，現隸屬於青二Production。

## 演出
標註粗體字的為主演人物。

### 電視動畫
2018年
- 櫻桃小丸子（陽介、王子）
- 刀劍神域 Alicization（看守）

2019年
- 鬼太郎第6期（警官、主持人、妖怪、樹木、阿智 等）
- ONE PIECE（衛兵、男性民眾、惡人、手下、風影 等）
- 魔法水果籃(2019年版)（男學生）
- Dr.STONE 新石紀（卡波）

2020年
- 萌可魯玩偶貓（小澤圭吾）
- 籃球少年王（化學社員、觀眾、大榮籃球隊員）
- 隱瞞之事（編輯部要員、編輯A、書店店員B、男性、男客人 等）
- 繼怪怪守護神（安次峰明人）
- 噴嚏大魔王2020年版（乘客）
- 輝夜姬想讓人告白？～天才們的戀愛頭腦戰～（團員）
- 炎炎消防隊 貳之章（火鱗佐佐木）
- 新哆啦A夢（混混2）
- 魔女之旅（門衛B）
- 果然我的青春戀愛喜劇搞錯了。完結篇（男學生）
- 在地下城尋求邂逅是否搞錯了什麼第三季（摩達卡）

2021年
- 比方說，這是個出身魔王關附近的少年在新手村生活的故事（居民A）
- 進擊的巨人 The Final Season Part.1（民眾、史爾瑪、瑪雷市民、葉卡派）
- 通靈王 (第2作)（藍影、Mr.小雷伊克、盜獵者、田村崎綠、納克特‧皮托拉）
- 工作細胞BLACK（大腸細胞）
- 如果究極進化的完全沉浸RPG比現實還更像垃圾遊戲的話（齊藤貴文）
- 更多！怪俠佐羅利（瓦爾莫的下屬、國民D、橋梁工作人員、木乃伊男、羅伯特 等）
- 轉生成蜘蛛又怎樣！（荻原健一）
- 佐賀偶像是傳奇 捲土重來（男性）
- 寶可夢 旅途（小豪的列陣兵、小豪的千面避役、竹蘭的烈咬陸鯊）
- 我的英雄學院 第5期（敵人、男學生）
- 無職轉生～到了異世界就拿出真本事～（士兵C）
- 特斯拉筆記（黑手黨4）
- 前輩有夠煩（會社員B）
- 艾梅洛閣下II世事件簿 -魔眼蒐集列車 Grace note- 特別編（郵遞員）

2022年
- 進擊的巨人 The Final Season Part.2（士兵、史爾瑪、區民、葉卡派、市民）
- 鬼滅之刃 遊郭篇（吉原遊郭的居民）
- 宇宙なんちゃら こてつくん
- 寶可夢 旅途（工作人員、小豪的呆呆獸、瑪俐的長毛巨魔、大葉的烈焰猴、朵拉塞娜的音波龍、小豪的石丸子）
- 怪人開發部的黑井津小姐（紫鏡、男性A）
- 秘密內幕～女警的反擊～（明）
- ORIENT 東方少年（横道光）
- 派對咖孔明（派對咖、MC〈WAAARP〉、MASA、一般人、男子高中生、中學生、KABE的饒舌夥伴、觀眾、工作人員）
- 薔薇王的葬列（劇團員）
- 輝夜姬想讓人告白-超級浪漫-（舞台員）
- 打工吧！！魔王大人（客人）
- 我想成為影之強者！（男子、觀眾）
- 後宮之烏（宦官A）
- 呆萌酷男孩（路人、觀眾）
- 戀愛Flops（男學生）
- 鏈鋸人（早川秋）
- 秋葉原冥途戰爭（伊達乃的手下）
- VAZZROCK THE ANIMATION（棒球社員B）
- 機動戰士GUNDAM 水星的魔女（吳玫）
- 我的英雄學院 第6期（世外高人）

2023年
- 轉生公主與天才千金的魔法革命（亞爾加德·伯納·帕雷提亞）
- 關於我在無意間被隔壁的天使變成廢柴這件事（男學生）
- 我想成為影之強者！（通行人）
- Buddy Daddies 殺手奶爸（警察官）
- Opus.COLORs 色彩高校星（學生們）
- AI電子基因（龍崎昴）
- Sugar Apple Fairy Tale（職人）
- MF GHOST 燃油車鬥魂（柳田拓也）
- Paradox Live THE ANIMATION（男性客人）
- 七魔劍支配天下（男學生B）
- 不死不運（手下）
- 柚木家的四兄弟（森丘）
- 家裡蹲吸血姬的鬱悶（巴修拉爾）
- 重生者的魔法一定要特別（紅龍成員）
- 邪神與廚二病少女 世紀末篇（路人教徒）

2024年
- 秒殺外掛太強了，異世界的傢伙們根本就不是對手。（矢崎卓）
- 治癒魔法的錯誤使用法（兔里）
- 婚戒物語（馬爾斯）
- 通靈王 FLOWERS（男學生B）
- 非自願的不死冒險者（劉恩特斯）
- 花野井同學與戀愛病（男學生）
- WIND BREAKER—防風少年—（杏西雅紀）
- 蔚藍檔案 The Animation（老師）
- 黑執事 寄宿學校篇（學生）
- 雙生戀情密不可分（白崎純）
- 沒能成為魔法師的女孩子的故事（麥克·肖）
- MF GHOST 燃油車鬥魂 第2期（柳田拓也）
- 青春之箱（西田諒介）
- 平凡職業造就世界最強 season 3（郝里亞族）
- 偶像大師 閃耀色彩 2nd season（節目工作人員）
- 最狂輔助職業【話術士】世界最強戰團聽我號令（雷翁·弗雷德里克）
- 鴨乃橋論的禁忌推理（酒井秋助）
- 膽大黨（男子A）

2025年
- 我和班上最討厭的女生結婚了。（北条才人）
- 遲早是最強的鍊金術師？（入間巧）
- 妖怪學校的菜鳥老師！（科學家）
- 瞬間治癒卻被當成廢物踢出隊伍的天才治療師，改當無照治療師快樂過活（傑諾斯）
- WIND BREAKER—防風少年— Season 2（杏西雅紀）
- 炎炎消防隊 參之章（火鱗佐佐木）
- Silent Witch 沉默魔女的祕密（菲利克斯·亞克·利迪爾）
- 桃源暗鬼（矢颪碇）
- 彈珠汽水瓶裡的千歲同學（千歲朔）
- 不中用的前輩。（龜川侑）

2026年
- 相反的你和我（谷）

時期未定
- 婚戒物語 第2期（馬爾斯）

### 劇場版動畫
2025年
- 劇場版 鏈鋸人 蕾潔篇（早川秋[24]）

### 電影
- 人狼游戏 瘋狂大陸（杉本陽翔）

### 語音漫畫
- 夢幻女僕的茶點時光（2023年，男客人[25]）

### 遊戲
- 惡魔執事與黑貓（フェネス・オズワルド）
- 怪物彈珠 (2022年 - 2024年 指揮官・T[26]、坂上田村麻呂[27]、阿棘貼塔[28])
- 新楓之谷（卡莉（男））
- 崩壞:星穹鐵道（貊澤）